# Almaz Böhm

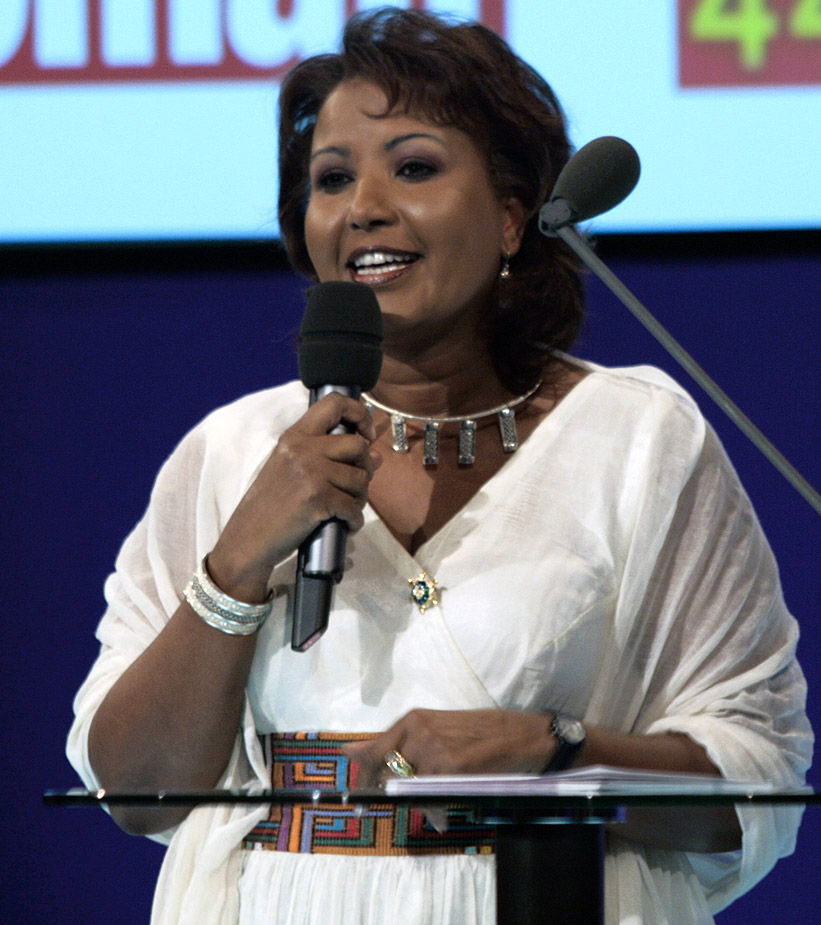
Almaz Böhm (2009)

Almaz Böhm (geborene Teshome; * 22. September 1964 in Jijiga, Äthiopien) ist die Witwe von Karlheinz Böhm und ehemalige Vorstandsvorsitzende von Menschen für Menschen – Karlheinz Böhms Äthiopienhilfe in Deutschland und Österreich und repräsentierte die Hilfsorganisation anschließend als Schirmherrin. 

## Leben
Almaz Böhm ist das sechste Kind der Großfamilie Teshome. Sie besuchte die örtliche Kirchenschule, bevor sie bis zur achten Klasse eine weiterführende Schule in Jijiga absolvierte. Im Jahr 1978 zog die Familie wegen des Ogadenkrieges zwischen Äthiopien und Somalia in die Hauptstadt Addis Abeba. Dort besuchte Teshome die Shimelis Habte Secondary School bis zum Abschluss der zwölften Klasse, bevor sie am Agricultural College Awassa studierte.
Im November 1986 erhielt Almaz Teshome eine Stelle als Abteilungsleiterin und Viehzuchtexpertin bei Menschen für Menschen. Durch ihre Tätigkeit lernte Teshome ihren späteren Ehemann kennen.
Im Jahr 1999 wurde Almaz Böhm stellvertretende Vorsitzende der deutschen Stiftung Menschen für Menschen; von 2004 bis 2008 war sie zudem Vorsitzende des Stiftungsrats. Im Jahr 2008 wurde sie geschäftsführende Vorsitzende der Stiftung. Von 2011 bis 2013 übernahm sie von ihrem Mann den Stiftungsvorsitz. Beim Verein Menschen für Menschen in Österreich übte sie parallel dazu die entsprechenden Funktionen aus: ab 1999 stellvertretende Vorsitzende, ab 2008 geschäftsführender Vorstand, ab 2011 Vorstandsvorsitzende. Anschließend war sie von Mai 2014 bis Anfang Mai 2016 Schirmherrin von Menschen für Menschen.
Almaz Böhm war ab 1991 mit dem Schauspieler Karlheinz Böhm (1928–2014) verheiratet. Sie haben zwei gemeinsame Kinder. Sie lebt in Österreich.